# Ideopsis arfakensis
Ideopsis arfakensis är en fjärilsart som beskrevs av Hans Fruhstorfer 1898. Ideopsis arfakensis ingår i släktet Ideopsis och familjen praktfjärilar. Inga underarter finns listade i Catalogue of Life.